# ロンリー・ウーマン/Tell me, tell me
「ロンリー・ウーマン / Tell me, tell me」（ロンリー・ウーマン テルミー, テルミー）は、竹内まりやの26枚目のシングル。1996年11月18日にMOON RECORDSより発売された。

## 解説
前作から1年ぶりとなったシングル。「ロンリー・ウーマン」は、ショートMVが制作された。
「Tell me, tell me」は、竹内まりやの楽曲としては初となる、自身の一人多重コーラスが使われた楽曲。中森明菜に提供した「OH NO, OH YES!」の続篇をイメージしており、前者が不倫の話だが、この楽曲では長期間付き合っていた恋人同士がマンネリズムの中で不信感に陥った後に互いの存在の重要性に気付くというストーリーとなっている。
両曲共、アルバム『Bon Appetit!』に“2001 Remix Version”にて収録された。

## チャート成績
累計売上は16.6万枚。

## 収録曲
全作詞・作曲：竹内まりや、編曲：山下達郎
1. ロンリー・ウーマン
  - TBS系ドラマ『義務と演技』主題歌。
  - 日本道路公団「紀勢自動車道」テーマソング。
2. Tell me, tell me
  - TBS系ドラマ『義務と演技』挿入歌。
3. ロンリー・ウーマン （オリジナル・カラオケ）
4. Tell me, tell me （オリジナル・カラオケ）

## レコーディング・メンバー

### ロンリー・ウーマン
- 山下達郎 : Compter & Synthesizer Programming, Electric Guitar, Acoustic Guitar, Keyboards, Percussion & Background Vocals
- 橋本茂昭 : Compter & Synthesizer Programming

### Tell me, tell me
- 山下達郎 : Compter & Synthesizer Programming, Electric Guitar, Keyboards & Percussion
- 竹内まりや : Background Vocals
- 橋本茂昭 : Compter & Synthesizer Programming

## 収録アルバム
1. 『Bon Appetit!』（1. 2. 両曲共に2001 Remix Versionとして収録）